# David Bahati

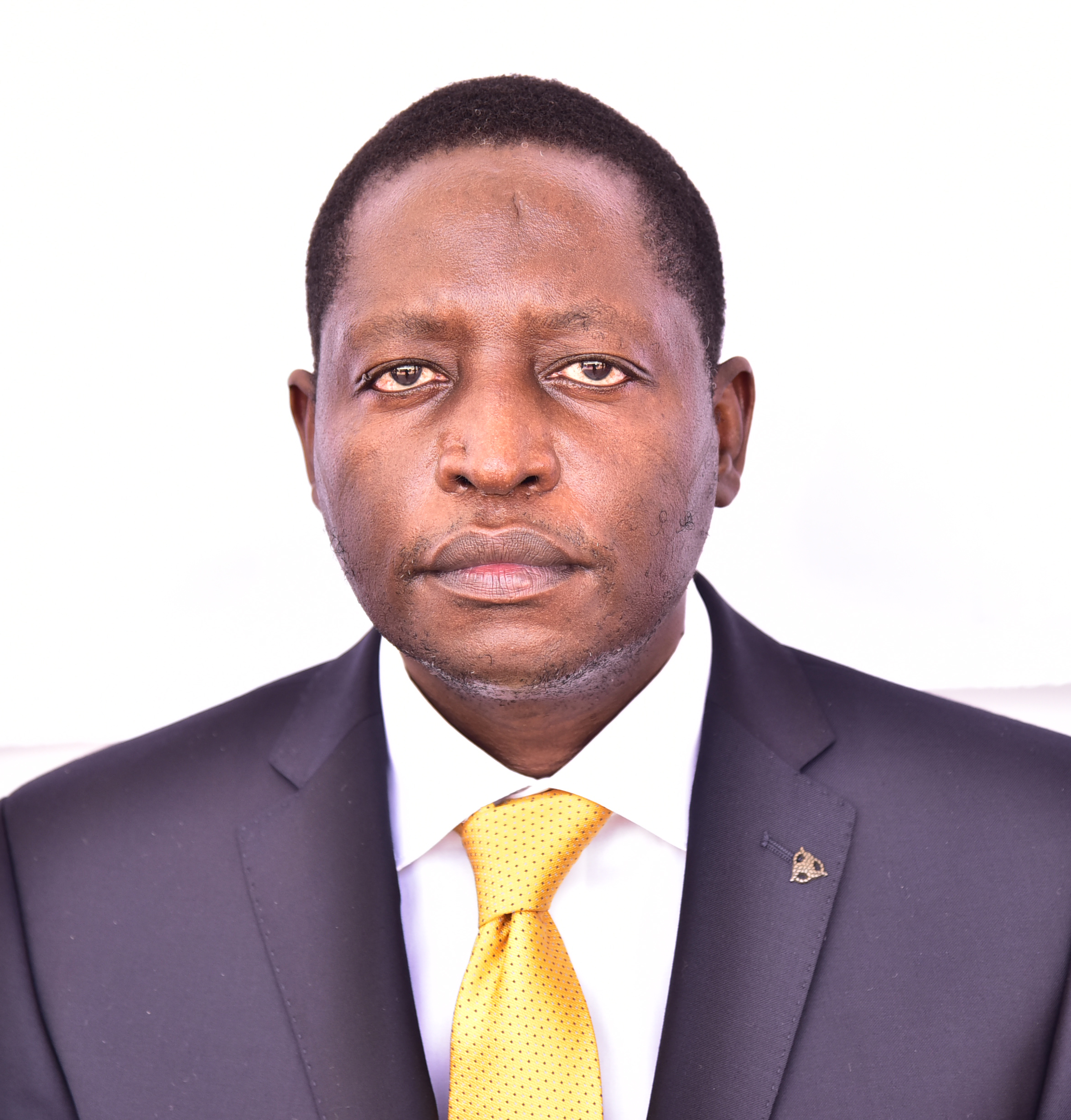
David Bahati, 2021

David Bahati (* 6. August 1973) ist ein ugandischer Politiker.

## Leben
Bahati wuchs als Waisenkind auf. Bahati studierte Wirtschaftswissenschaften an der Makerere-Universität in Uganda und an der Cardiff University in Wales. Im Jahr 2004 ging er in die USA, wo er am konservativen Leadership Institute in Arlington eine Einführung in die Durchführung politischer Kampagnen erhielt und wichtige Kontakte zu konservativen Politikern, wie etwa John Ensign und John Ashcroft, knüpfte. Er ist Mitglied der politischen Partei National Resistance Movement und Abgeordneter im Parlament von Uganda.
Seit Oktober 2009 wird über Bahati zunehmend in der internationalen westlichen Presse aufgrund der von ihm mitinitiierten Uganda's Anti-Homosexuality Bill berichtet. Grund dafür sei laut Bahati der Schutz der ugandischen Kinder. Homosexuelle wollten versuchen, Kinder zu rekrutieren und sie mit Werbeinformationen zu Homosexuellen zu machen. Bahati sagte ebenfalls aus, dass Grundlage dieses Gesetzes die Bibel sei. Das zunächst gescheiterte Gesetzesvorhaben wurde von Bahati 2012 erneut im Parlament eingebracht, wobei diesmal im Gesetzesvorhaben wegen homosexueller Handlungen keine Todesstrafe gefordert wurde. Am 20. Dezember 2013 wurde das Gesetz vom Parlament verabschiedet und am 1. August vom ungandischen Verfassungsgericht für nichtig erklärt.
Bahati ist Vorsitzender der The Uganda Scouts Association. Er ist auch Mitglied und Sekretär des ugandischen Zweigs des weltweiten evangelikalen Netzwerks The Family, in welchem z. B. auch der ugandischen Präsidenten Yoweri Museveni und der Minister für Ethik James Nsaba Buturu Mitglieder sind und das in der letzten Dekade Millionen von Dollar in die Elitenbildung in Uganda investiert hat.
Bahati ist verheiratet.